# Bryan Lucas
Bryan Lucas (Stockton, 25 settembre 1978) è un ex cestista statunitense, professionista nella NBDL, in Islanda, Austria, Germania e Bosnia.

## Palmarès
- Coppa d'Austria: 1

Panthers Fürstenfeld: 2009